# Culatra
Culatra – wyspa w Portugalii, położona w Algarve niedaleko Faro i Olhão. Podzielona jest na trzy części: Farol, Hângares i Culatra. Ma aktualnie około 7 km długości; w przeszłości była krótsza, ale w latach 1873–1973 "wydłużyła się" o 2,9 km. Od 1942 wyspa zdążyła się "przesunąć" o około 600 metrów na wschód. Znajduje się na niej latarnia morska o wysokości 45 metrów. W sezonie letnim populacja wyspy sięga 3000 ludzi. Stanowi część laguny Ria Formosa.